# ريغي واشنطن
ريغي واشنطن (بالإنجليزية: Reggie Washington)‏ هو عازف الباس المزدوج أمريكي، ولد في 28 يوليو 1962 في جزيرة ستاتن في الولايات المتحدة.

## وصلات خارجية
- ريغي واشنطن على موقع ميوزك برينز (الإنجليزية)
- ريغي واشنطن على موقع أول ميوزيك (الإنجليزية)
- ريغي واشنطن على موقع ديسكوغز (الإنجليزية)